# 宮号
宮号（みやごう）とは、皇族男子個人に与えられる称号。

## 概要
古代日本において、皇子の居所（皇子宮：みこのみや）は「地名＋宮」「人名＋宮」と呼称されていた。やがて「家」「宅」「第」が居所の名称となり、「宮」は皇親への尊称に変化した。
時代が下ると、皇位を継承しなかった傍系の皇族によって、宮号とともに経済基盤が世襲されるようになり、宮号の保持者とその近親者による一種の家族が形成された（宮家）。その中でも時に四家が世襲親王家として、皇統に属する男性皇族の間で宮号が世襲され、明治に至った。明治以降は家数の制約がなくなったため多くの宮号および宮家が誕生した。
近現代においては、婚姻又は成年を機に宮号を授与され、同時に宮家を創立するケースが多いものの、宮号の授与と宮家の創立は、必ずしも同時ではない。例として、賀陽宮邦憲王は婚姻1か月後の1892年（明治25年）12月17日に「賀陽宮」の称号を賜わったが、「賀陽宮家」として諸王家の一つに列せられたのは、称号を受けてから8年後の1900年（明治33年）5月9日である。

## 外国語訳
宮内庁の用いる英訳では、「○○宮/○○宮妃」を「Prince/Princess ○○」と訳す。
その子である「●●親王/内親王/王/女王」は、「○○宮家の●●親王殿下」であり、英語では「Prince/Princess ●● of ○○」と称する(「Prince/Princess」は親王/内親王/王/女王の訳語。名前の後に「of」を入れ、「○○宮」の訳語にあたる「Prince ○○」とは区別する）。

## 現在存在する宮号
| 宮号   | 読み           | 初代                    | 創始 | 現保持者                   |
| ------ | -------------- | ----------------------- | ---- | -------------------------- |
| 三笠宮 | みかさのみや   | 大正天皇第4皇子崇仁親王 | 1935 | 継承者断絶。宮家のみ現存。 |
| 常陸宮 | ひたちのみや   | 昭和天皇第2皇子正仁親王 | 1964 | 正仁親王                   |
| 高円宮 | たかまどのみや | 大正天皇皇孫憲仁親王    | 1984 | 継承者断絶。宮家のみ現存。 |
| 秋篠宮 | あきしののみや | 上皇明仁第2皇子文仁親王 | 1990 | 文仁親王                   |

## 宮号一覧
| 宮号     | 読み               | 名         | 続柄                           |
| -------- | ------------------ | ---------- | ------------------------------ |
| 六条宮   | ろくじょうのみや   | 雅成親王   | 後鳥羽天皇皇子                 |
| 岩倉宮   | いわくらのみや     | 忠成王     | 順徳天皇第5皇子                |
| 四辻宮   | よつつじのみや     | 善統親王   | 順徳天皇第6皇子                |
| 常盤井宮 | ときわいのみや     | 恒明親王   | 亀山天皇第14皇子               |
| 木寺宮   | きでらのみや       | 邦良親王   | 後二条天皇第1皇子              |
| 八条宮   | はちじょうのみや   | 智仁親王   | 正親町天皇第1皇子              |
| 常磐井宮 | ときわいのみや     | 作宮       | 霊元天皇第10皇子               |
| 京極宮   | きょうごくのみや   | 文仁親王   | 霊元天皇第7皇子                |
| 花町宮   | はなまちのみや     | 邦省親王   | 後二条天皇第2皇子              |
| 五辻宮   | いつつじのみや     | 守良親王   | 亀山天皇第5皇子                |
| 小倉宮   | おぐらのみや       | 恒敦       | 後亀山天皇皇子                 |
| 玉川宮   | たまがわのみや     | ？         | 長慶天皇皇子                   |
| 護聖院宮 | ごしょういんのみや | 惟成親王？ | 後村上天皇第三皇子             |
| 桂宮     | かつらのみや       | 盛仁親王   | 光格天皇第4皇子                |
| 小松宮   | こまつのみや       | 彰仁親王   | 伏見宮邦家親王第 8王子         |
| 東伏見宮 | ひがしふしみのみや | 彰仁親王   | 伏見宮邦家親王第8王子          |
| 有栖川宮 | ありすがわのみや   | 好仁親王   | 後陽成天皇第7皇子              |
| 華頂宮   | かちょうのみや     | 博経親王   | 伏見宮邦家親王第12王子         |
| 伏見宮   | ふしみのみや       | 栄仁親王   | 崇光天皇第1皇子                |
| 閑院宮   | かんいんのみや     | 直仁親王   | 東山天皇第6皇子                |
| 山階宮   | やましなのみや     | 晃親王     | 伏見宮邦家親王第1王子          |
| 北白川宮 | きたしらかわのみや | 智成親王   | 伏見宮邦家親王第13王子         |
| 梨本宮   | なしもとのみや     | 守脩親王   | 伏見宮貞敬親王第9王子          |
| 久邇宮   | くにのみや         | 朝彦親王   | 伏見宮邦家親王第4王子          |
| 賀陽宮   | かやのみや         | 邦憲王     | 久邇宮朝彦親王第2王子          |
| 朝香宮   | あさかのみや       | 鳩彦王     | 久邇宮朝彦親王第8王子          |
| 竹田宮   | たけだのみや       | 恒久王     | 北白川宮能久親王第1王子        |
| 東久邇宮 | ひがしくにのみや   | 稔彦王     | 久邇宮朝彦親王第9王子          |
| 秩父宮   | ちちぶのみや       | 雍仁親王   | 大正天皇第2皇子                |
| 高松宮   | たかまつのみや     | 宣仁親王   | 大正天皇第3皇子                |
| 桂宮     | かつらのみや       | 宜仁親王   | 大正天皇皇孫（三笠宮から独立） |

## 称号としての「宮」
家名の「宮」とは別に日本の皇族の幼少時に与えられる呼び名である「称号」もまた「○○宮」の形式をとる。現在は天皇または皇太子の子女に、命名と同時に与えられている。

## 愛称としての「宮」
昭和天皇は后香淳皇后に対し、彼女が久邇宮家出身の皇族であったことから、名の「良子」と「宮」を合わせ、「良宮（ながみや）」の愛称を用いた。